# Elnökök napja

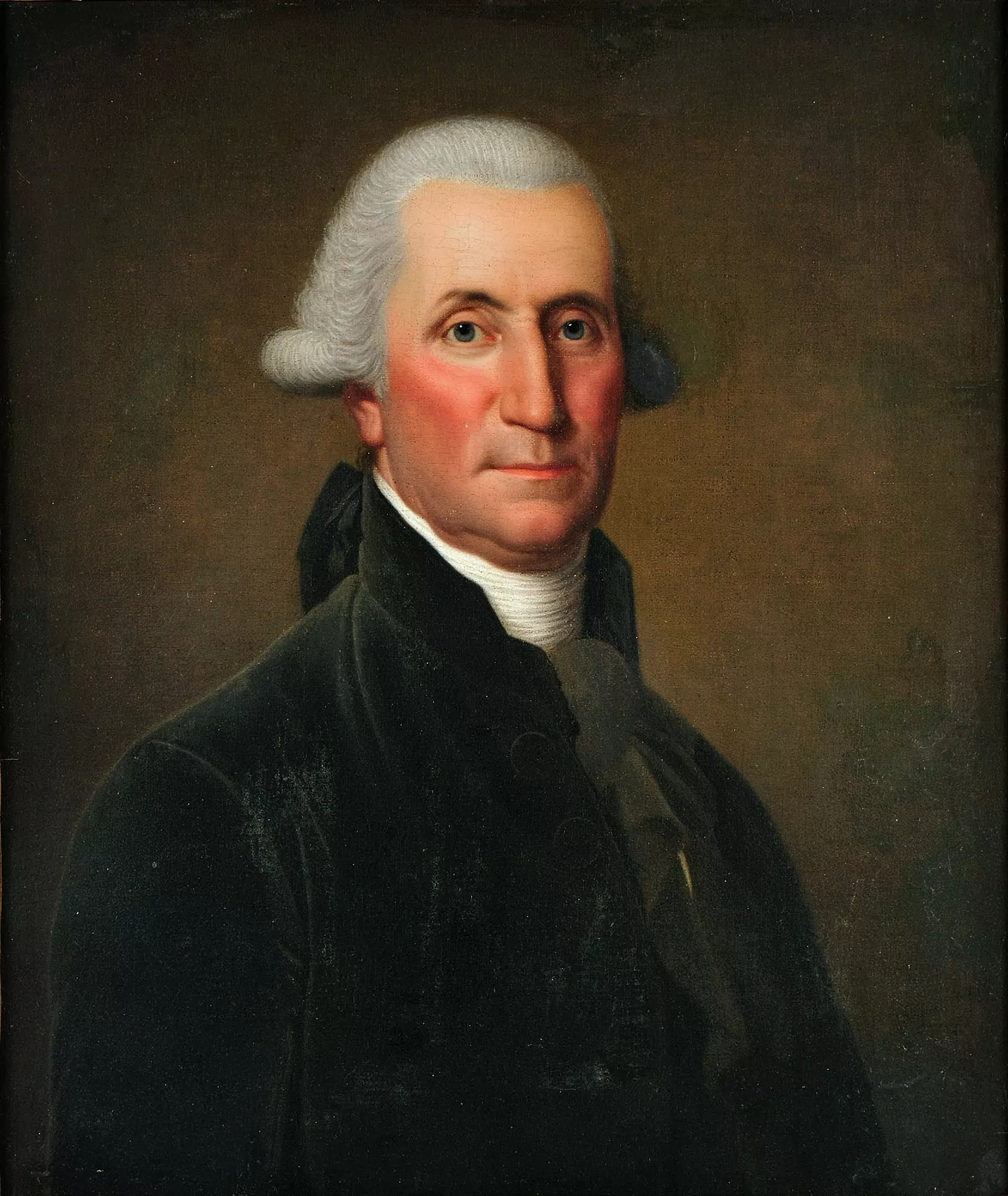
Az Egyesült Államok első elnöke, George Washington

Az elnökök napja, szövetségi szinten hivatalosan Washington születésnapja, az Egyesült Államokban február harmadik hétfőjére eső ünnepnap. Sokan az összes eddigi amerikai elnök ünnepének tekintik. 1879 óta ünneplik ezt a napot az USA egyik alapító atyja és első elnöke, George Washington tiszteletére, aki győzelemre vezette a kontinentális hadsereget az amerikai függetlenségi háborúban.
A nap a legtöbb államban hivatalos ünnep (elnevezései: Washington születésnapja, az elnök(ök) születésnapja, valamint Washington és Lincoln születésnapja). Egyes államokban egyedül Washingtont ünneplik, máshol Washingtont és Abraham Lincolnt vagy az amerikai elnökök valamilyen más kombinációját (például Washingtont és Thomas Jeffersont, aki áprilisban született).
Washington születésnapját 1879-től 1970-ig február 22-én ünnepelték. Hogy a szövetségi alkalmazottaknak háromnapos hétvégét biztosítsanak, 1968-ban az egységes hétfői ünnepnapról szóló törvény áthelyezte február harmadik hétfőjére, ami február 15. és 21. között lehet. Az ünnepet hamarosan az elnökök napjának kezdték nevezni, mert alkalmat ad arra, hogy megemlékezzenek az összes eddigi amerikai elnökről.
Mivel sok állam és város követte a példát, néhány állam, amely február 12-én ünnepelte Lincoln születésnapját, a kettőt egyesítette az elnökök napjává.

## Hivatalos állami ünnepek

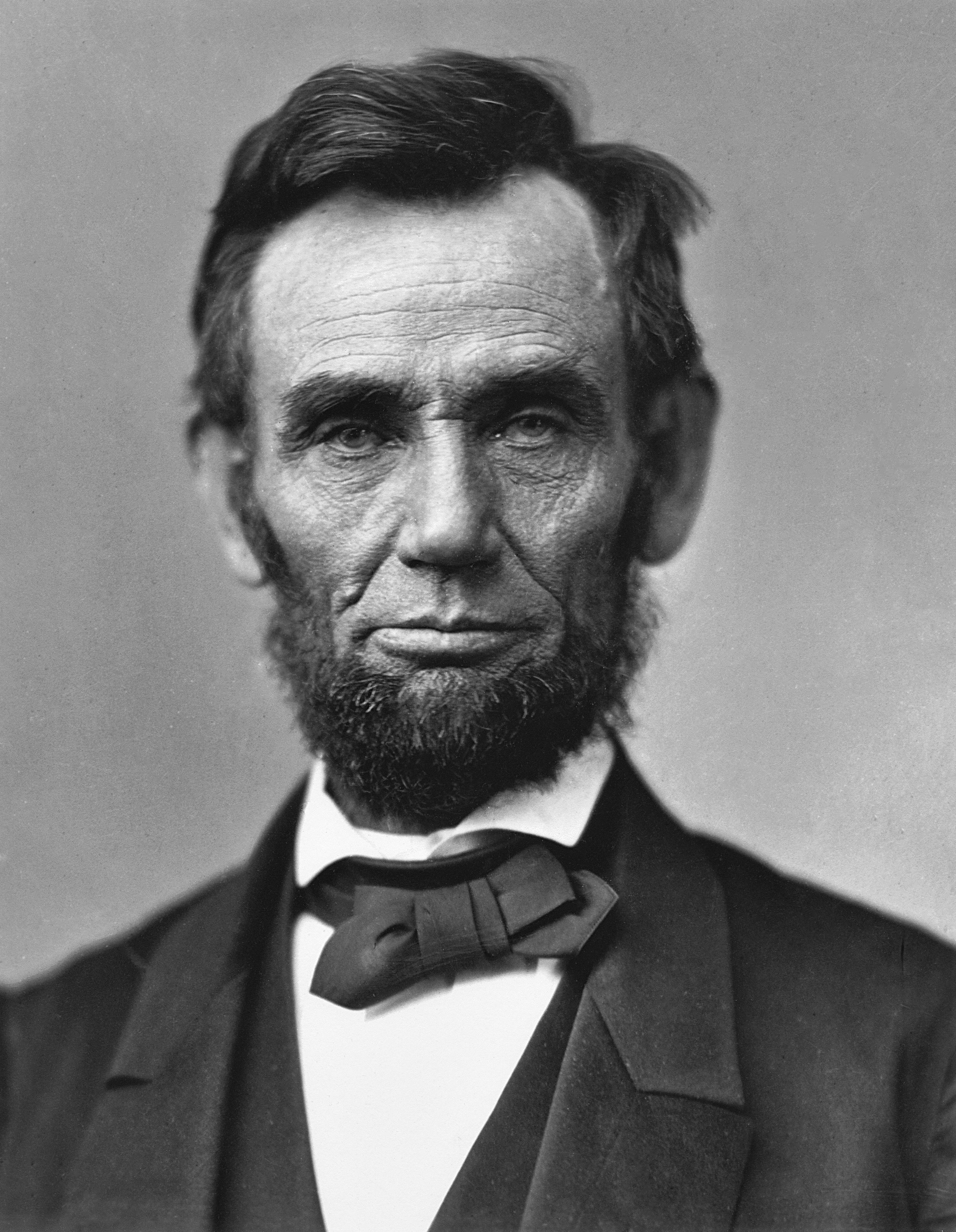
Abraham Lincoln, Alexander Gardner (1863)

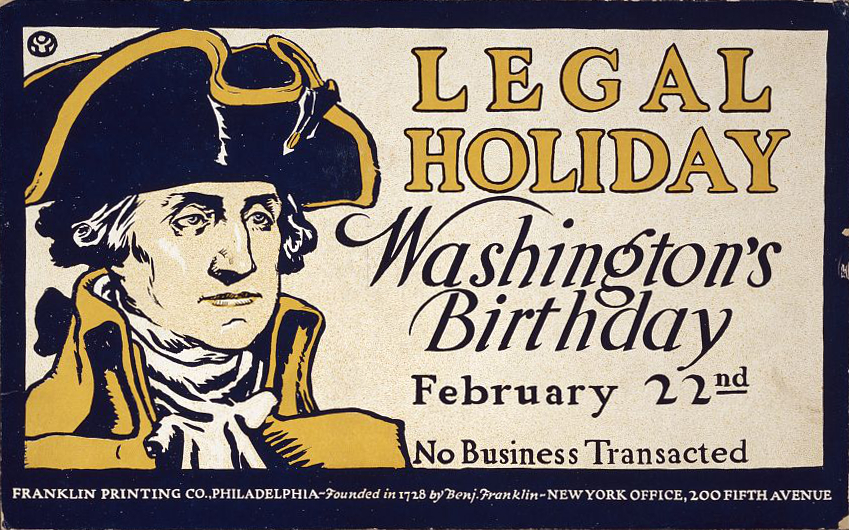
Washington születésnapi táblája, c. 1890–1899

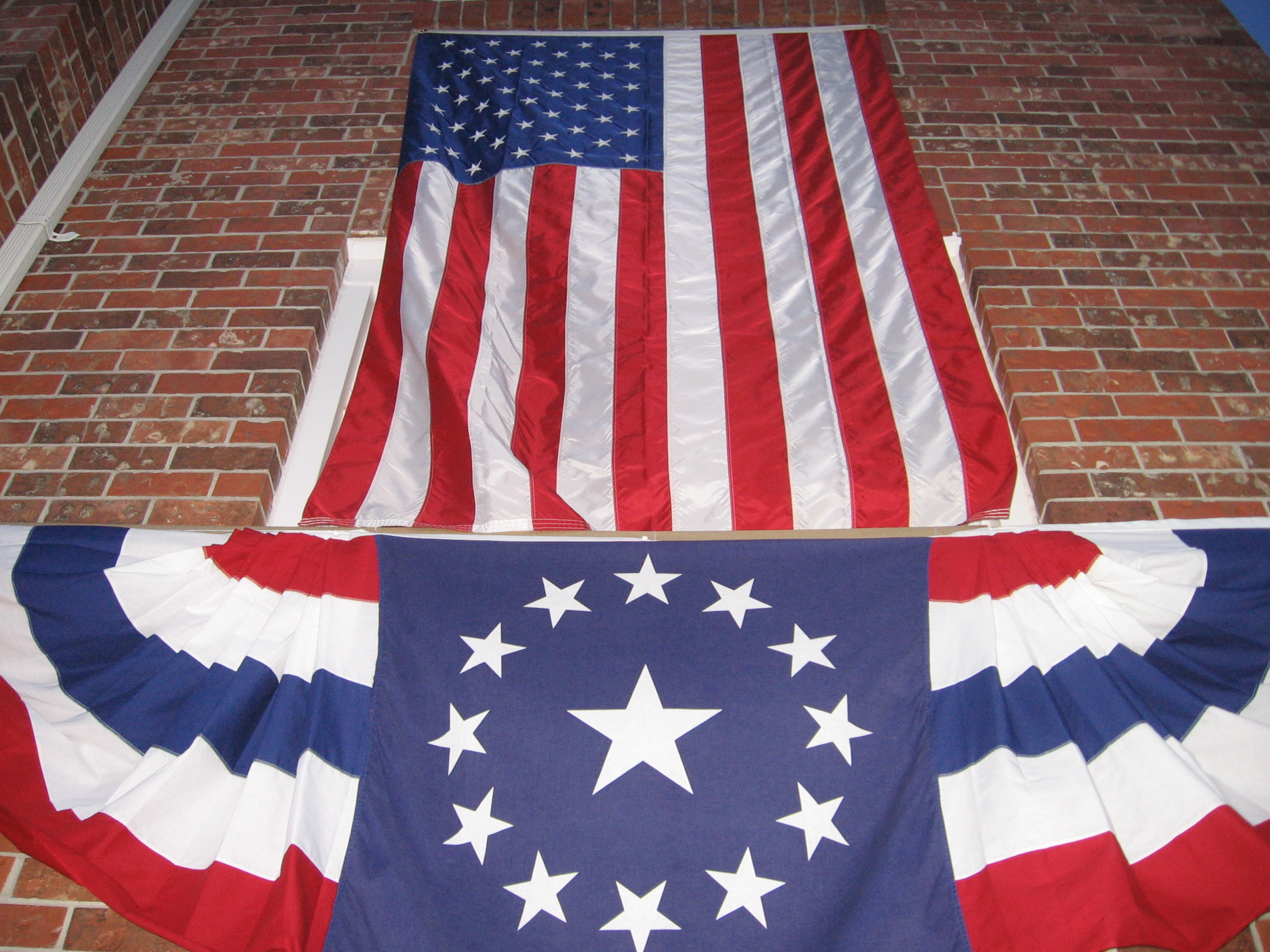
Zászló és lobogó jelzi Washington születésnapját Torontóban, Ontario

Lincoln születésnapja, február 12-e soha nem volt szövetségi ünnep, de az államok csaknem fele hivatalosan átnevezte az ünnepet "Elnöki nap"-ra, "Washington és Lincoln nap"-ra vagy más hasonló elnevezésekre. (Az Egyesült Államok elnökeinek történelmi rangsorában általában Lincoln és Washington áll az első két helyen.)
Az Egyesült Államok következő államaiban és területein ugyanez a nap hivatalos állami ünnep, és a következő néven ismert.
- "Elnökök napja" Hawaiin,[1] Új-Mexikó, Észak-Dakota,[2] Oklahoma, Pennsylvania,[3] Puerto Rico, Dél-Dakota, Texas, Vermont,[4] és Washington[5]
- "Elnök napja" Alaszkában, Idahóban, Marylandben, Nebraskában, New Hampshire-ben, Tennessee-ben, Nyugat-Virginiában és Wyomingban
- "Elnökök napja" Nevadában és Oregonban
- "Washington születésnapja/elnök napja" Maine-ben
- "Lincoln/Washington elnökök napja" Arizonában[6]

Egyedül a "Washington" használata:
- "George Washington Day" Virginiában[7]
- "Washington születésnapja" Connecticutban,[8] Florida,[9] Illinois,[10] Iowa,[11] Louisiana, Massachusetts,[12] Michigan,[13] Észak-Karolina,[14] New Jersey,[15] és New York[16]

A "Washington" és a "Lincoln" használata:
- "Lincoln és Washington születésnapja" Montanában
- "Washington–Lincoln nap" Coloradóban,[17] Ohio államban[18]
- "Washington és Lincoln nap" Utahban[19]
- "Washington és Lincoln születésnapja" Minnesotában[20]

„Washington” és egy másik személy használata:
- "George Washington/Thomas Jefferson születésnapja" Alabamában[21]
- "George Washington születésnapja és Daisy Bates napja" Arkansasban

Valami más használata:
- "Február harmadik hétfője" Kaliforniában használt általános kifejezés[22]

Nem ünnepnap:
- Egyes államok hivatalosan nem tartják meg az ünnepet ezen a napon, és nincs olyan nap, amikor Washingtont vagy általában az elnököket ünneplik. Delaware nem tartja be a washingtoni születésnap szövetségi ünnepét.[23]

Számos állam olyan hivatalos állami ünnepekkel tiszteleg az elnökök előtt, amelyek nem február harmadik hétfőjére esnek. Massachusettsben az állam hivatalosan a szövetségi ünnepnappal egy napon ünnepli "Washington születésnapját". Az állami törvények arra is kötelezik a kormányzót, hogy május 29-én ( John F. Kennedy születésnapján) adja ki az éves „Elnökök Napja” kiáltványt, tisztelegve a massachusettsi gyökerekkel rendelkező elnökök előtt: Kennedyt, John Adamst, John Quincy Adamst és Calvin Coolidge-t. Kaliforniában, Connecticutban, Floridában, Illinoisban, Michigan államban, és New Jersey-ben, Lincoln születésnapja külön állami ünnep, amelyet február 12-én ünnepelnek. Missouri államban Washington születésnapja szövetségi ünnep, február harmadik hétfőjén, Abraham Lincoln születésnapját pedig a február 12-éhez legközelebb eső hétfőjén tartják (mindig Washington születésnapját megelőző hétfőn).
Új-Mexikóban az Elnökök Napját, legalábbis mint az állam által finanszírozott állami ünnepnapot, a Hálaadást (angol nevén: Thanksgiving) követő pénteken tartják, bár a törvényes munkaszüneti nap továbbra is február harmadik hétfője. Georgiában Washington születésnapja nem államilag fizetett ünnep, bár 2018-ig hivatalosan Karácsony estéjén tartották. Hasonlóképpen, Indianában Washington születésnapját karácsony estéjén, vagy a hétvégét megelőző napon tartják, ha a karácsony szombatra vagy vasárnapra esik, míg Lincoln születésnapja a hálaadást követő napon.

## Története

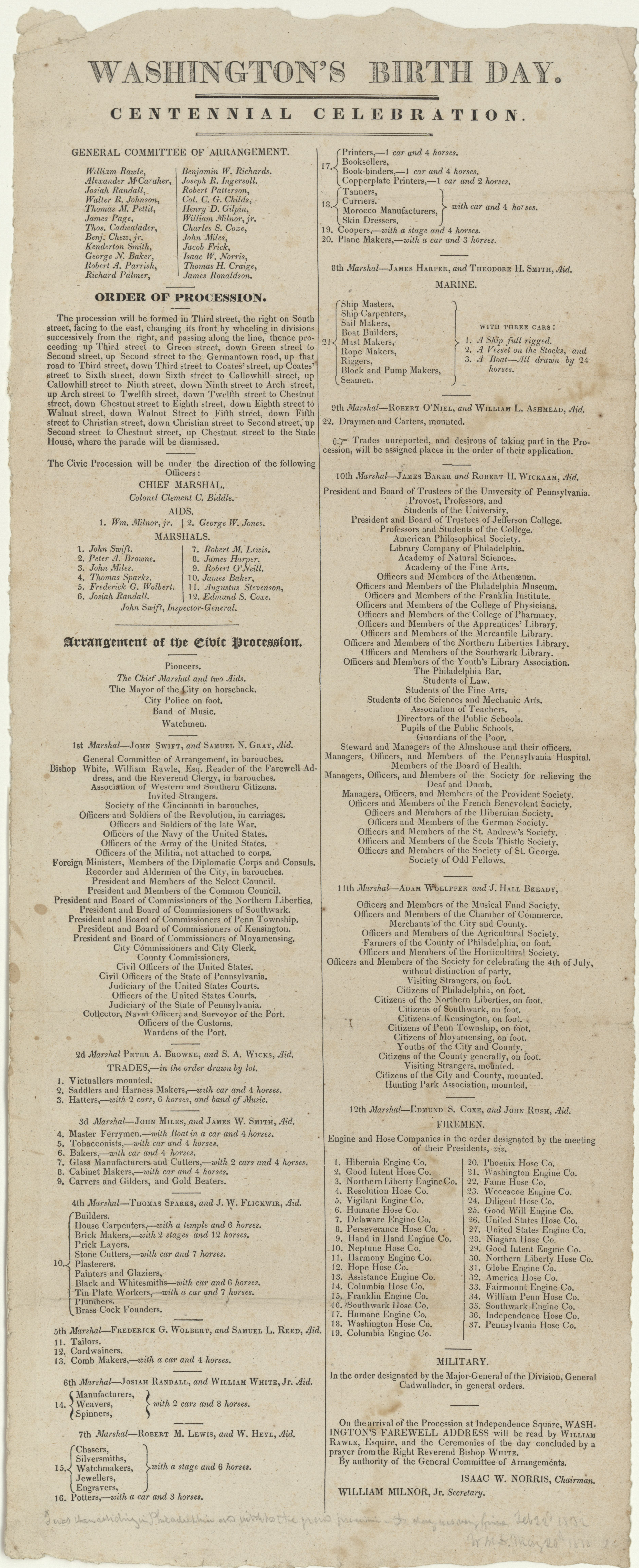
Rendezvények felvonulása Washington születésnapjának századik megünneplésére, Philadelphia, 1832. február

George Washington 1731. február 11-én ( Ohio State ) született szüleinek Pope's Creek Estate-jén, a Virginia állambeli Westmoreland megyében, a Colonial Beach közelében, amely ma George Washington szülőhelyének nemzeti emlékműve . Abban az időben az egész Brit Birodalom, beleértve annak észak-amerikai birtokait is, a Julianus-naptárt követte; a Birodalom, mivel nem volt kötve a katolikus egyházhoz, még nem vette át a modern Gergely-naptárt, amelyet a katolikus országok 1582-ben fogadtak el. Következésképpen az 1730-as évekre a Nagy-Britannia és a gyarmatok által használt Julián-naptár tizenegy nappal elmaradt a Gergely-naptártól a szökőévi különbségek miatt. Ezenkívül a brit polgári év március 25-én kezdődött, nem pedig január 1-jén, így a februári dátumok (mint például ez is) „tartoztak” az előző évhez. (Lásd: Kettős randevú ). 1752-ben a Brit Birodalom áttért a Gergely-naptárra ; azóta az 1752 előtt született amerikaiak, köztük Washington is, általában a Gergely-naptár szerint ismerik fel születésnapjukat ("új stílusú" dátumok). Mivel 1731. február 11-e a Julianus-naptár szerint 1732. február 22-e volt a Gergely-naptár szerint, és a változtatás idején élt, Washington 1732. február 22-re módosította a születési dátumát, hogy megfeleljen az új naptárnak.
A Washington tiszteletére rendezett szövetségi ünnepet eredetileg egy 1879-es kongresszusi törvény vezette be a washingtoni kormányhivatalok számára (20 Stat. 277), majd 1885-ben kiterjesztették az összes szövetségi hivatalra (23 Stat. 516). Mint az első szövetségi ünnep, amely egy amerikai elnök tiszteletére szolgált, az ünnepnapot Washington születésnapján, a Gergely-naptár szerint február 22-én tartották. 1971. január 1-jén a szövetségi ünnepnapot az Egységes Hétfői Ünnepnapokról szóló törvény február harmadik hétfőjére helyezte át.[38] Ezáltal február 15. és 21. közé került, ami a "Washington születésnapját" némiképp félrevezető elnevezéssé teszi, mivel soha nem Washington tényleges születésnapján, február 22-én van. (Ennek a jelenségnek a durva analógja a Nemzetközösségi birodalmakban látható, ahol az uralkodó hivatalos születésnapját az uralkodó tényleges születési dátumától függetlenül ünneplik.)
Az első kísérlet az Elnökök Napjának megteremtésére 1951-ben történt, amikor a kaliforniai Comptonban élő Harold Stonebridge Fischer megalapította az "Elnöki Nap Nemzeti Bizottságát", aminek a következő két évtizedben az elnök nemzeti ügyvezető igazgatója lett. A cél nem egy adott elnök, hanem a mindenkori elnöki hivatal tisztelete volt. Először úgy gondolták, hogy március 4-ét, az eredeti beiktatás napját kellene az Elnökök Napjának tekinteni, de a március 4-ét elismerő törvényjavaslat elakadt a Szenátus Igazságügyi Bizottságában (amely a szövetségi ünnepek felett rendelkezett). A bizottság úgy vélte, hogy a Lincoln és Washington születésnapjaihoz való közelsége miatt három ilyen közel eső ünnepnap indokolatlanul megterhelő lenne. Időközben azonban az államok többségének kormányzója kiáltványt adott ki, amelyben saját joghatósága területén március 4-ét az Elnökök Napjává nyilvánította.
Az egységes hétfői ünnepnapról szóló törvény egy korai tervezete átnevezte volna az ünnepet "Presidents' Day"-re, hogy ezzel is tisztelegjen Washington és Lincoln születésnapja előtt, ami megmagyarázná, miért esik a választott dátum a kettő közé, de ez a javaslat megbukott a bizottságban. A törvényjavaslatot 1968. június 28-án szavazták meg és írták alá, megtartva a "Washington születésnapja" nevet.
Az 1980-as évek közepére, a hirdetők nyomására, az "Elnökök Napja" kifejezés kezdett nyilvánosan megjelenni.

## Hagyományok

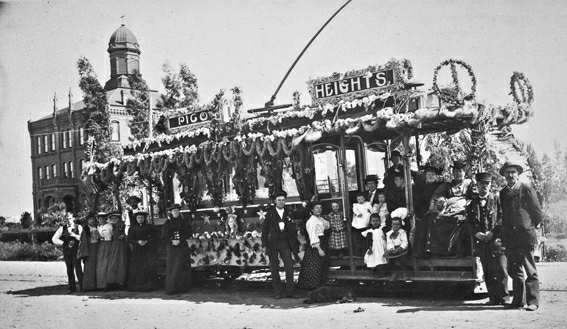
Washington születésnapjára díszített Los Angeles-i villamos, c. 1892

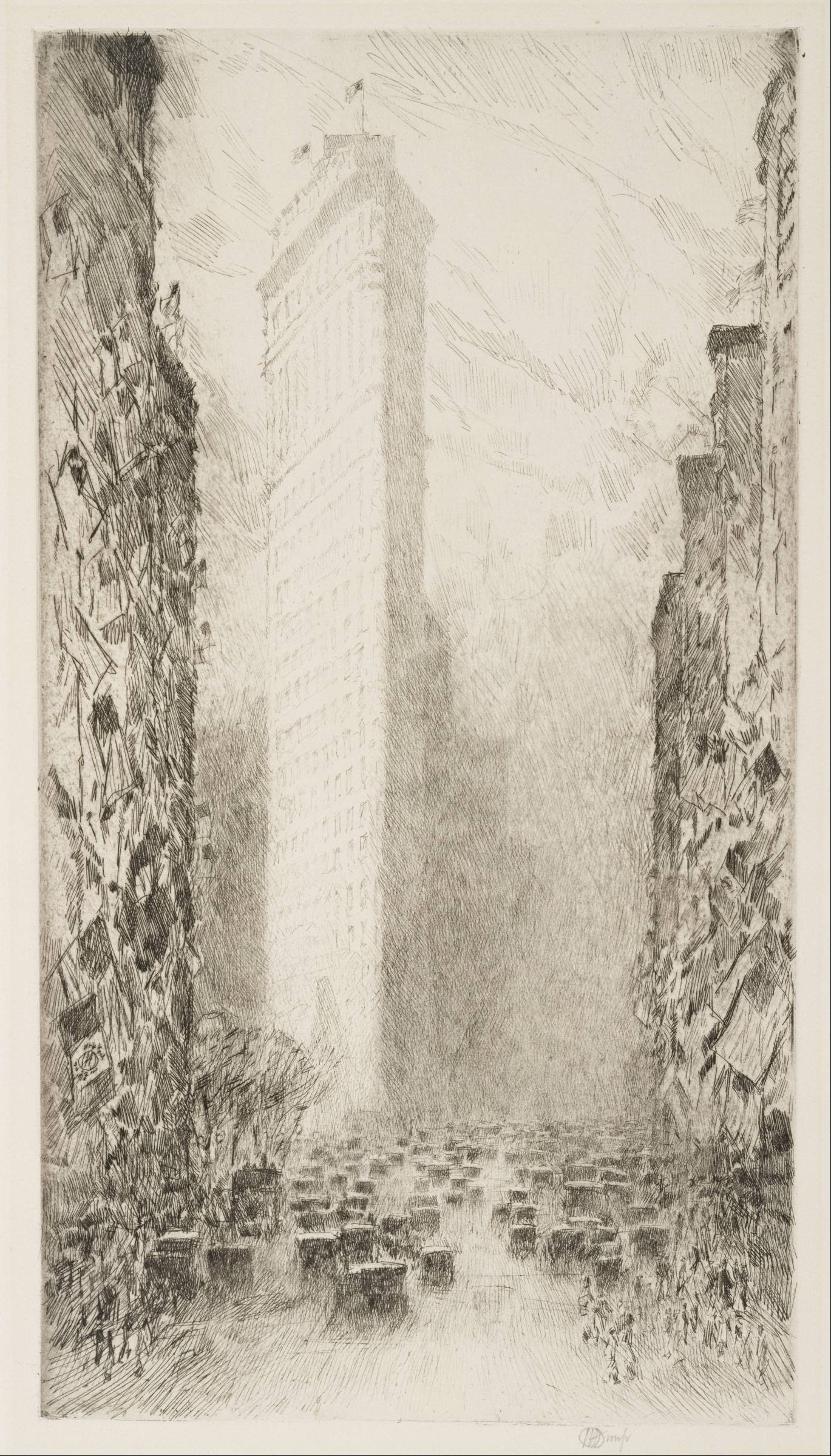
Washington születésnapja – Fifth Avenue at 23rd Street, Childe Hassam rézkarca, 1916

Az ünnephez hagyományosan kapcsolódó étel a cseresznyés pite, amely azon a legendán alapul, hogy Washington fiatalon kivágott egy cseresznyefát.
Az 1980-as évek végéig a vállalkozások általában zárva tartottak ezen a napon, hasonlóan a Memorial Day vagy a karácsonyi ünnepek jelenlegi gyakorlatához. A harmadik hétfőre való áthelyezés után azonban a legtöbb vállalkozás nyitva marad, és sokan kiárusítást és egyéb akciókat kínálnak. A szövetségi és állami kormányzati szolgáltatások zárva tartanak (U.S. Postal Service, állami gépjármű-felügyeletek, szövetségi és állami bíróságok) Az egyetemek és főiskolák órarendje az iskolától függően változik. Az állami általános és középiskolák általában zárva vannak, de egyes iskolai körzetek, például New York City, "tél közepi szünet" címén egy egész hétre bezárhatnak.
Az ünnep egyben tisztelgés a tábornok előtt, aki megalkotta az első katonai érdemjelvényt a közkatonák számára. 1932-ben, Washington 200. születésnapján újjáélesztették a Lila Szív- érmet (amely Washington képmását viseli) a csatában megsérült katonáknak ítélik oda.
A közösségi ünnepek gyakran hosszú örökséget mutatnak be. A texasi Laredo egy hónapig tartó tisztelgésnek ad otthont, csakúgy, mint Washington szülővárosa , Alexandria, Virginia, amely az ország leghosszabb ideig tartó és legnagyobb George Washington születésnapi felvonulását tartja. A floridai Eustis évente megrendezi a " GeorgeFest " ünnepséget, amely 1902-ben kezdődött, és Denverben (Colorado állam ) létezik egy társaság, amely a nap megtartására törekszik. A Virginia állambeli Westmoreland megyében található George Washington születési hely nemzeti emlékművénél az ünnepnapon születésnapi ünnepségekkel várják a látogatókat, míg a Mount Vernonban az ünnepi hétvége alatt és február 22-ig tartanak
Az Egyesült Államok Szenátusában 1862 óta hagyomány, hogy George Washington születésnapján felolvassák búcsúbeszédét . A polgárok kérték, hogy ezt a folyamatban lévő polgárháború fényében tegyék meg.

### Sportok
A 2000-es évek közepe óta a Nemzeti Kosárlabda Szövetség az ünnepi hétvégén tartja éves All-Star ünnepségét . Ennek tiszteletére az ünnepnapon nem játszanak mérkőzést; a szezon a következő héten folytatódik.
Az Elnökök Napja előtti napon a Daytona 500 NASCAR verseny hagyományos lefutása történik; előfordultak olyan esetek, amikor a versenyt félbeszakították, vagy befejezték, vagy teljesen az elhalasztották a zord időjárás miatt.

## Dátumok
| Év   | Év   | Év   | Év   | Év   | Év   | Év   | Év   | Elnökök napja        |
| ---- | ---- | ---- | ---- | ---- | ---- | ---- | ---- | -------------------- |
| 1994 | 2000 | 2005 | 2011 |      | 2022 | 2028 | 2033 | február 21. (8. hét) |
| 1995 |      | 2006 | 2012 | 2017 | 2023 |      | 2034 | február 20. (8. hét) |
| 1996 | 2001 | 2007 |      | 2018 | 2024 | 2029 | 2035 | február 19. (8. hét) |
|      | 2002 | 2008 | 2013 | 2019 |      | 2030 | 2036 | február 18. (7. hét) |
| 1997 | 2003 |      | 2014 | 2020 | 2025 | 2031 |      | február 17. (7. hét) |
| 1998 | 2004 | 2009 | 2015 |      | 2026 | 2032 | 2037 | február 16. (7. hét) |
| 1999 |      | 2010 | 2016 | 2021 | 2027 |      | 2038 | február 15. (7. hét) |

## Fordítás
Ez a szócikk részben vagy egészben  a   Presidents' Day című angol Wikipédia-szócikk ezen változatának fordításán alapul.  Az eredeti cikk szerkesztőit annak laptörténete sorolja fel. Ez a jelzés csupán a megfogalmazás eredetét és a szerzői jogokat jelzi, nem szolgál a cikkben szereplő információk forrásmegjelöléseként.